# Australian Silver Kangaroo
| Australian Silver Kangaroo | Australian Silver Kangaroo                       |
| -------------------------- | ------------------------------------------------ |
| Metall:                    | 99,9 % Ag                                        |
| Rand:                      | geriffelt                                        |
| Prägejahre:                | 1993 bis heute                                   |
| Vorderseite                |                                                  |
| Motiv:                     | jährlich wechselnde Känguru-Motive               |
| Rückseite                  |                                                  |
| Motiv:                     | Elisabeth II., bzw. jeweils regierender Monarch. |

Die Australian Silver Kangaroo ist eine australische Anlagemünze aus Silber mit einem Gewicht von 1 Feinunze und einem Feingehalt von 999,9/1000. Sie wird seit 1993 von der Royal Australian Mint geprägt und ist gesetzliches Zahlungsmittel in Australien. Ihr Nennwert beträgt 1 AUD, dieser wird jedoch vom Metallwert deutlich überschritten.

## Motiv
Die Vorderseite zeigt das jährlich wechselnde Bild eines Kängurus, den Nennwert ONE DOLLAR und die Gewichtsangabe 1 OUNCE FINE SILVER. Das Känguru ist ein in Australien seit langem immer wieder verwendetes Münzmotiv.
Auf der Rückseite befinden sich Porträt und Namen der Königin Elizabeth II., der Schriftzug AUSTRALIA und das Prägejahr.

## Versionen
Die Münze wird in den Prägequalitäten Stempelglanz (seit 1993), Polierte Platte (seit 1998) und teilvergoldet (seit 2003) angeboten. Ein Set aus drei Farbmünzen erschien 2009.
Seit 2007 gibt es auch eine Kupfer-Nickel-Version.
Eine Goldmünze mit einem Gewicht von 1⁄10 oz erscheint 2012.

## Status als Anlagemünze
Die für eine Anlagemünze geringen Stückzahlen wurden 2007 nochmals reduziert. Die Silver Kangaroo wird daher im Edelmetallhandel seltener angeboten und meist mit entsprechendem Aufpreis zum Metallwert gehandelt.

## Abgrenzung
Die Australian Silver Kangaroo ist keine Silber-Version der Australian Kangaroo. Die Australian Kangaroo Münze wird von der Perth Mint produziert und ist seit 2010 als High-Relief-Prägung auch in Silber erhältlich.